# Unione Sportiva Pro Vercelli 1924-1925
Questa pagina raccoglie i dati riguardanti l'Unione Sportiva Pro Vercelli nelle competizioni ufficiali della stagione 1924-1925.

## Stagione
Nella stagione 1924-1925 la Pro Vercelli disputa il girone B del campionato di Prima Divisione, lotta per la qualificazione alla finale della Lega Nord fino alle ultime giornate. Al termine del girone di andata era al terzo posto (a pari merito col Padova) con 17 punti, a un solo punto dalla vetta (condivisa tra Juventus e Bologna). Nel girone di ritorno aggancia la vetta della classifica in più occasioni, chiudendo al secondo posto (a pari merito con la Juventus) a due punti dal Bologna capolista. In casa la Pro Vercelli ha ottenuto il punteggio pieno con (12 vittorie su 12), ma ha pagato a caro prezzo i passi falsi in trasferta, (dove ha raccolto una sola vittoria a Milano (1-2). Scudetto tricolore al Bologna che in una interminabile serie finale di cinque incontri, ha superato il Genoa nelle finale di Lega Nord, vincitore del girone A, e poi nelle finali nazionali ha superato l'Alma Roma.

## Rosa
| N. |                   | Ruolo | Calciatore          |
| -- | ----------------- | ----- | ------------------- |
|    | Italia (bandiera) | C     | Guido Ara           |
|    | Italia (bandiera) | C     | Mario Ardissone     |
|    | Italia (bandiera) | A     | Francesco Borello   |
|    | Italia (bandiera) | D     | Piero Bossola       |
|    | Italia (bandiera) | P     | Giuseppe Cavanna    |
|    | Italia (bandiera) | C     | Ugo Ceria           |
|    | Italia (bandiera) | C     | Carlo Degara        |
|    | Italia (bandiera) | A     | Francesco Mattuteia |
|    | Italia (bandiera) | C     | Remigio Milano      |

| N. |                   | Ruolo | Calciatore       |
| -- | ----------------- | ----- | ---------------- |
|    | Italia (bandiera) | A     | Federico Novella |
|    | Italia (bandiera) | C     | Gino Pensotti    |
|    | Italia (bandiera) | C     | Antonio Perino   |
|    | Italia (bandiera) | A     | Angelo Piccaluga |
|    | Italia (bandiera) | D     | Albino Rocco     |
|    | Italia (bandiera) | D     | Rollone          |
|    | Italia (bandiera) | C     | Severino Rosso   |
|    | Italia (bandiera) | A     | Carlo Villa      |
|    | Italia (bandiera) | D     | Mario Zanello    |

## Risultati

### Prima Divisione

#### Girone B

##### Girone di andata
| Arbitro: | Sanguineti (Genova) |

|              |           |                        |
| Gianelli 49’ | Marcatori | 25’ (aut.) M. Barbieri |

| Arbitro: | Musso (Torino) |

|                                    |           |                                                 |
| Rosso 32’, 43’, 44’, 70’ Villa 53’ | Marcatori | 25’ Agostinelli 75’ I. Prosperi 83’ E. Barbieri |

| Arbitro: | Alfieri (Bologna) |

|                                    |           |             |
| Magnozzi 14’, 55’, 63’ Paolini 43’ | Marcatori | 61’ Borello |

| Arbitro: | Sanguineti (Genova) |

|                    |           |  |
| Mattuteia 31’, 32’ | Marcatori |  |

| Arbitro: | Ricci (Modena) |

|                                                                           |           |  |
| Ardissone 38’, 55’ Girani 53’ (aut.) Zanello 67’, 74’ (rig.) S. Rosso 71’ | Marcatori |  |

| Arbitro: | Livraghi (Milano) |

|                |           |             |
| Cornazzani 27’ | Marcatori | 36’ Borello |

| Arbitro: | U. Gama (Milano) |

|                                                      |           |             |
| S. Rosso 5’, 80’ Mattuteia 44’, 59’ Patti 51’ (aut.) | Marcatori | 77’ Carrera |

| Arbitro: | Dani (Genova) |

|                               |           |                                |
| Ardissone 5’, 15’ Borello 18’ | Marcatori | 32’ Santagostino 34’ Ostromann |

| Torino 14 dicembre 1924 9ª giornata | Juventus         | 0 – 0 | Pro Vercelli | Stadio di Corso Marsiglia\| Arbitro: \| A. Gama (Milano) \| |
| Arbitro:                            | A. Gama (Milano) |       |              |                                                             |

| Arbitro: | Guarnieri (Milano) |

|                                                       |           |  |
| Zanello 5’ (rig.) S. Rosso 7’, 67’, 82’ Mattuteia 60’ | Marcatori |  |

| Arbitro: | Dani (Genova) |

|                             |           |  |
| Pozzi 59’ Martelli 78’, 83’ | Marcatori |  |

| Arbitro: | Muttoni (Treviglio) |

|                        |           |  |
| Ceria 12’ S. Rosso 75’ | Marcatori |  |

| 11 gennaio 1925 13ª giornata |  | – Turno di riposo della Pro Vercelli |  |  |

##### Girone di ritorno
| Arbitro: | Gera (Torino) |

|                                                |           |  |
| Ardissone 9’, 50’ Ceria 28’ Mattuteia 57’, 60’ | Marcatori |  |

| Arbitro: | Bonello (Venezia) |

|                                                      |           |                    |
| Ghirelli 49’ (rig.), 75’ (rig.) Agostinelli 55’, 82’ | Marcatori | 32’, 88’ Ardissone |

| Arbitro: | Livraghi (Milano) |

|                                                             |           |              |
| Piccaluga 4’, 57’ S. Rosso 10’ Ceria 44’, 75’ Ardissone 46’ | Marcatori | 30’ Magnozzi |

| Arbitro: | Dani (Genova) |

|              |           |  |
| Cattaneo 20’ | Marcatori |  |

| Padova 1 marzo 1925 18ª giornata | Padova              | 0 – 0 | Pro Vercelli | Stadio Silvio Appiani\| Arbitro: \| Bistoletti (Milano) \| |
| Arbitro:                         | Bistoletti (Milano) |       |              |                                                            |

| Arbitro: | Girelli (Mantova) |

|                    |           |  |
| Ardissone 68’, 88’ | Marcatori |  |

| Arbitro: | Mancini (Milano) |

|           |           |                      |
| Patti 49’ | Marcatori | 54’ (rig.) Piccaluga |

| Arbitro: | Pinasco (Sestri Ponente) |

|             |           |                          |
| Savelli 55’ | Marcatori | 25’ S. Rosso 34’ Zanello |

| Arbitro: | Dani (Genova) |

|                                    |           |             |
| Piccaluga 60’ (rig.) Ardissone 77’ | Marcatori | 30’ Rosetta |

| Arbitro: | Pasinato (Venezia) |

|                                             |           |  |
| Vassarotti 4’ Banchero 17’ Ceria 61’ (aut.) | Marcatori |  |

| Arbitro: | Livraghi (Milano) |

|                                                |           |  |
| Zanello 10’ Ardissone 57’ Piccaluga 80’ (rig.) | Marcatori |  |

| Arbitro: | Guarnieri (Milano) |

|                               |           |                          |
| Toselli 6’ (rig.) Repetto 74’ | Marcatori | 10’ S. Rosso 12’ Zanello |

| 10 maggio 1925 26ª giornata |  | – Turno diriposo della Pro Vercelli |  |  |

## Statistiche

### Statistiche di squadra
| Competizione    | Punti | In casa | In casa | In casa | In casa | In casa | In casa | In trasferta | In trasferta | In trasferta | In trasferta | In trasferta | In trasferta | Totale | Totale | Totale | Totale | Totale | Totale | DR  |
| Competizione    | Punti | G       | V       | N       | P       | Gf      | Gs      | G            | V            | N            | P            | Gf           | Gs           | G      | V      | N      | P      | Gf     | Gs     | DR  |
| --------------- | ----- | ------- | ------- | ------- | ------- | ------- | ------- | ------------ | ------------ | ------------ | ------------ | ------------ | ------------ | ------ | ------ | ------ | ------ | ------ | ------ | --- |
| Prima Divisione | 32    | 12      | 12      | 0       | 0       | 46      | 8       | 12           | 1            | 6            | 5            | 10           | 21           | 24     | 13     | 6      | 5      | 56     | 29     | +27 |

### Statistiche dei giocatori
| Giocatore      | Prima Divisione | Prima Divisione |
| Giocatore      | Presenze        | Reti            |
| -------------- | --------------- | --------------- |
| G. Ara         | 4               | 0               |
| M. Ardissone   | 24              | 13              |
| F. Borello     | 22              | 3               |
| P. Bossola     | 13              | 0               |
| G. Cavanna     | 24              | -29             |
| U. Ceria       | 21              | 0               |
| C. Degara      | 19              | 0               |
| F. Mattuteia   | 24              | 5               |
| R. Milano (IV) | 22              | 0               |
| F. Novella     | 2               | 0               |
| G. Pensotti    | 1               | 0               |
| A. Perino      | 15              | 0               |
| A. Piccaluga   | 14              | 5               |
| A. Rocco       | 11              | 0               |
| Rollone        | 2               | 0               |
| S. Rosso       | 23              | 14              |
| C. Villa       | 3               | 1               |
| M. Zanello     | 20              | 6               |